# Палмона-Парк (Флорида)
Палмона-Парк (англ. Palmona Park) — переписна місцевість (CDP) в США, в окрузі Лі штату Флорида. Населення — 1240 осіб (2020).

## Географія
Палмона-Парк розташована за координатами 26°41′22″ пн. ш. 81°53′40″ зх. д. / 26.68944° пн. ш. 81.89444° зх. д. (26.689447, -81.894404).  За даними Бюро перепису населення США в 2010 році переписна місцевість мала площу 2,18 км², з яких 2,17 км² — суходіл та 0,01 км² — водойми.

## Демографія
Згідно з переписом 2010 року, у переписній місцевості мешкало 1146 осіб у 477 домогосподарствах у складі 253 родин. Густота населення становила 525 осіб/км².  Було 622 помешкання (285/км²).
Расовий склад населення:
| - 87,7 % — білих - 2,7 % — чорних або афроамериканців - 0,5 % — корінних американців - 0,5 % — азіатів - 5,7 % — осіб інших рас |

До двох чи більше рас належало 2,9 %. Частка іспаномовних становила 19,0 % від усіх жителів.
За віковим діапазоном населення розподілялося таким чином: 21,6 % — особи молодші 18 років, 67,4 % — особи у віці 18—64 років, 11,0 % — особи у віці 65 років та старші. Медіана віку мешканця становила 40,5 року. На 100 осіб жіночої статі у переписній місцевості припадало 113,8 чоловіків;  на 100 жінок у віці від 18 років та старших — 111,0 чоловіків також старших 18 років.
Середній дохід на одне домашнє господарство  становив 38 352 долари США (медіана — 22 412), а середній дохід на одну сім'ю — 46 027 доларів (медіана — 35 273). За межею бідності перебувало 38,4 % осіб, у тому числі 56,4 % дітей у віці до 18 років та 0,0 % осіб у віці 65 років та старших.
Цивільне працевлаштоване населення становило 656 осіб. Основні галузі зайнятості: роздрібна торгівля — 24,7 %, освіта, охорона здоров'я та соціальна допомога — 17,8 %, транспорт — 14,3 %, мистецтво, розваги та відпочинок — 11,9 %.